# Русанешти (Валча)
Русанешти (рум. Rusănești) насеље је у Румунији у округу Валча у општини Фартацешти. Oпштина се налази на надморској висини од 217 m.

## Становништво
Према подацима из 2002. године у насељу је живело 459 становника, од којих су сви румунске националности.